# Philipp Veit

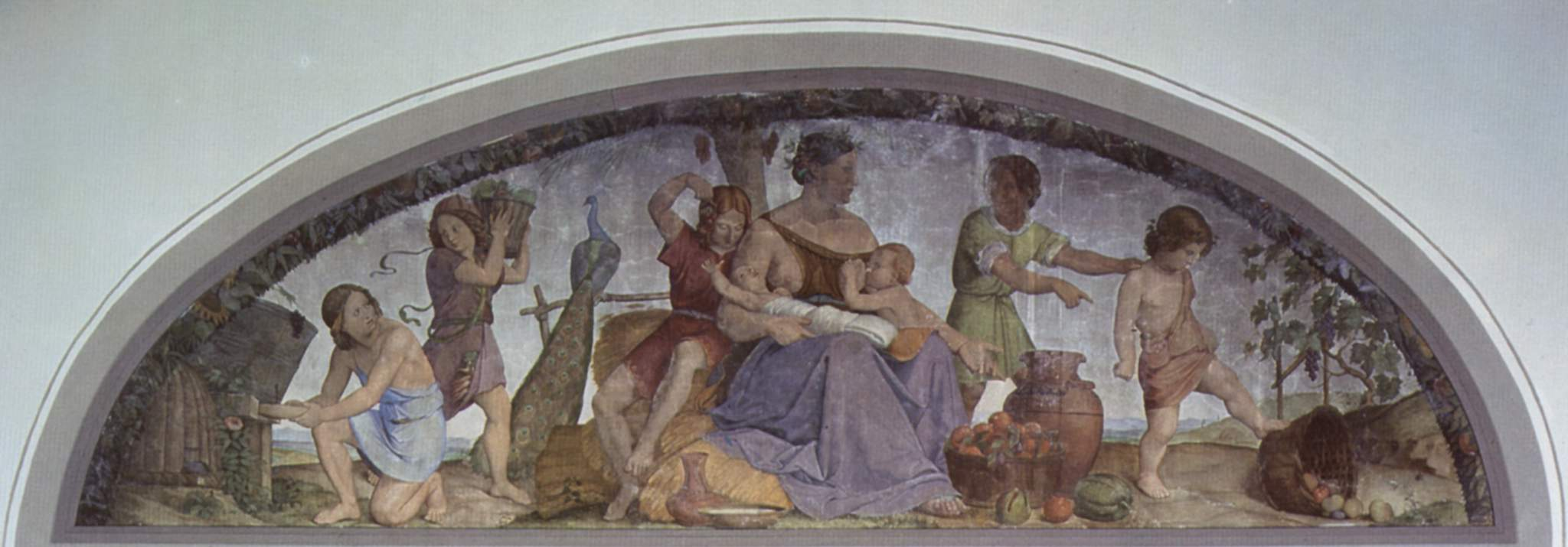
Sette anni di abbondanza

Philipp Veit (Berlino, 13 febbraio 1793 – Magonza, 18 dicembre 1877) è stato un pittore e scrittore tedesco.

## Biografia
Era figlio del banchiere Simon Veit e della scrittrice e traduttrice Dorothea Schlegel, la quale a sua volta era figlia del filosofo Moses Mendelssohn.

### Periodo italiano
Dal 1815 Veit visse in Italia dove rimase fino al 1830. A Roma si unì a Friedrich Overbeck e Peter Cornelius, divenendo un esponente del movimento dei Nazareni. Con loro tra il 1816 e il 1817 partecipò ai lavori di affresco per la Casa Bartholdy, residenza del Console generale prussiano, zio del musicista Felix Mendelssohn Bartholdy (ora Biblioteca Hertziana). Veit vi dipinse la scena di Giuseppe e la moglie di Putifarre, e una lunetta decorativa, in cui è rappresentata l'allegoria dei  Sette anni di abbondanza (ora a Berlino, Staatliche Museen, NG).
Nel 1818 Veit fu incaricato di dipingere l'affresco del Trionfo della Religione nel Museo Chiaramonti in Vaticano, che avrebbe dovuto essere il primo di una serie commissionata da Papa Pio VII.
Veit concorse anche alla decorazione del Casino Massimo di Roma (1818-1824), dipingendo il soffitto della Sala Dante, in cui rappresentò I cieli dei Beati e l'Empireo (in situ).
In questi affreschi e nella sua Maria Immacolata in Trinità dei Monti (1829-30; in situ) Veit si dimostrò il maggior colorista tra i Nazareni.
Durante il soggiorno romano, Veit dipinse anche alcuni eccellenti ritratti, in particolare un Autoritratto (1816); e una serie di disegni a matita dei suoi colleghi artisti tedeschi a Roma (ad esempio Magonza, Landesmuseum Mainz). Fra il 1859 e il 1864 i Nazareni intrapresero un'opera pittorica, essenzialmente realizzata da Philipp Veit, di cui oggi restano le Scene del Nuovo Testamento nella navata centrale del duomo di Magonza.

## Galleria d'immagini

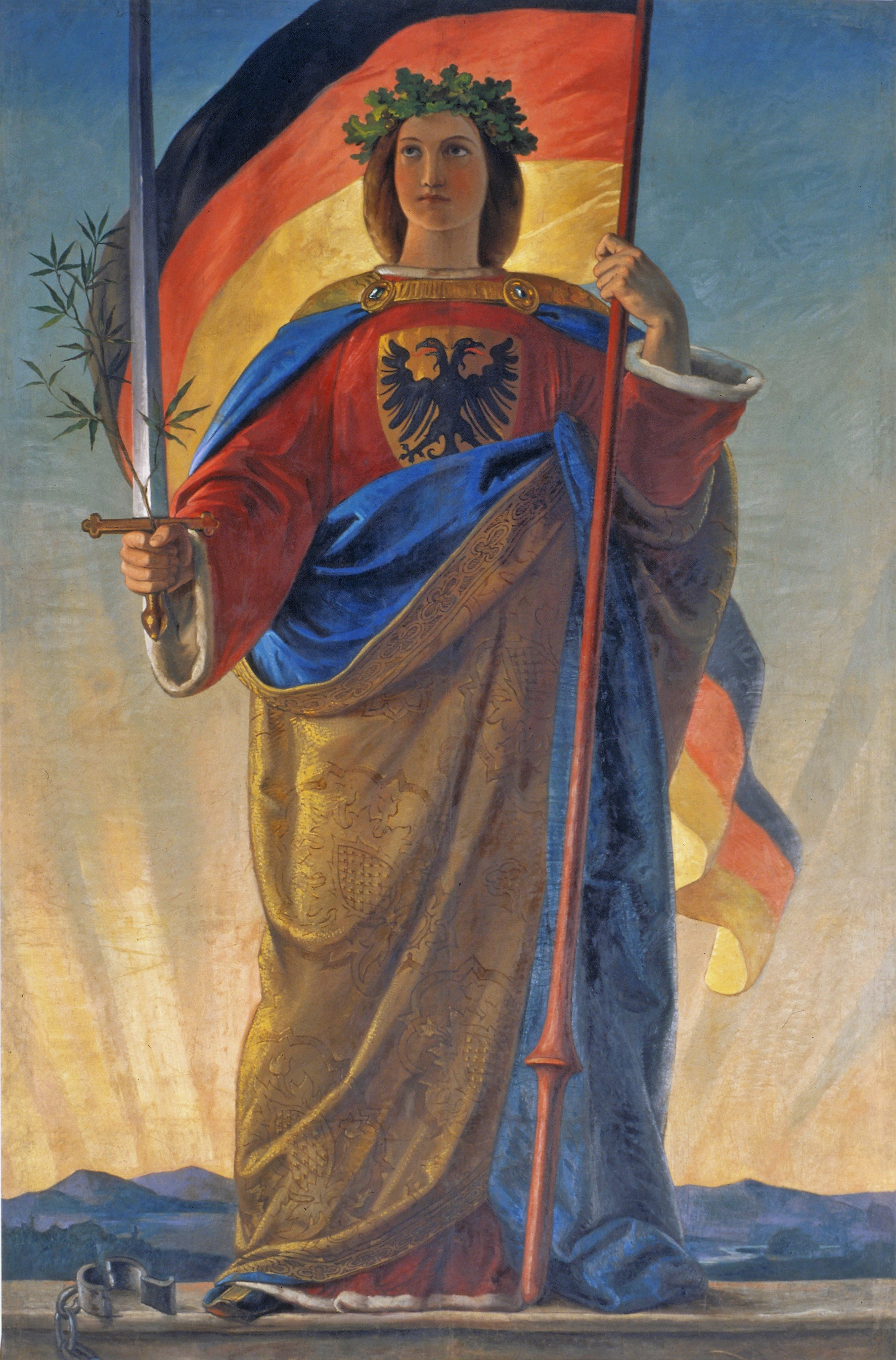
Germania, di Philipp Veit
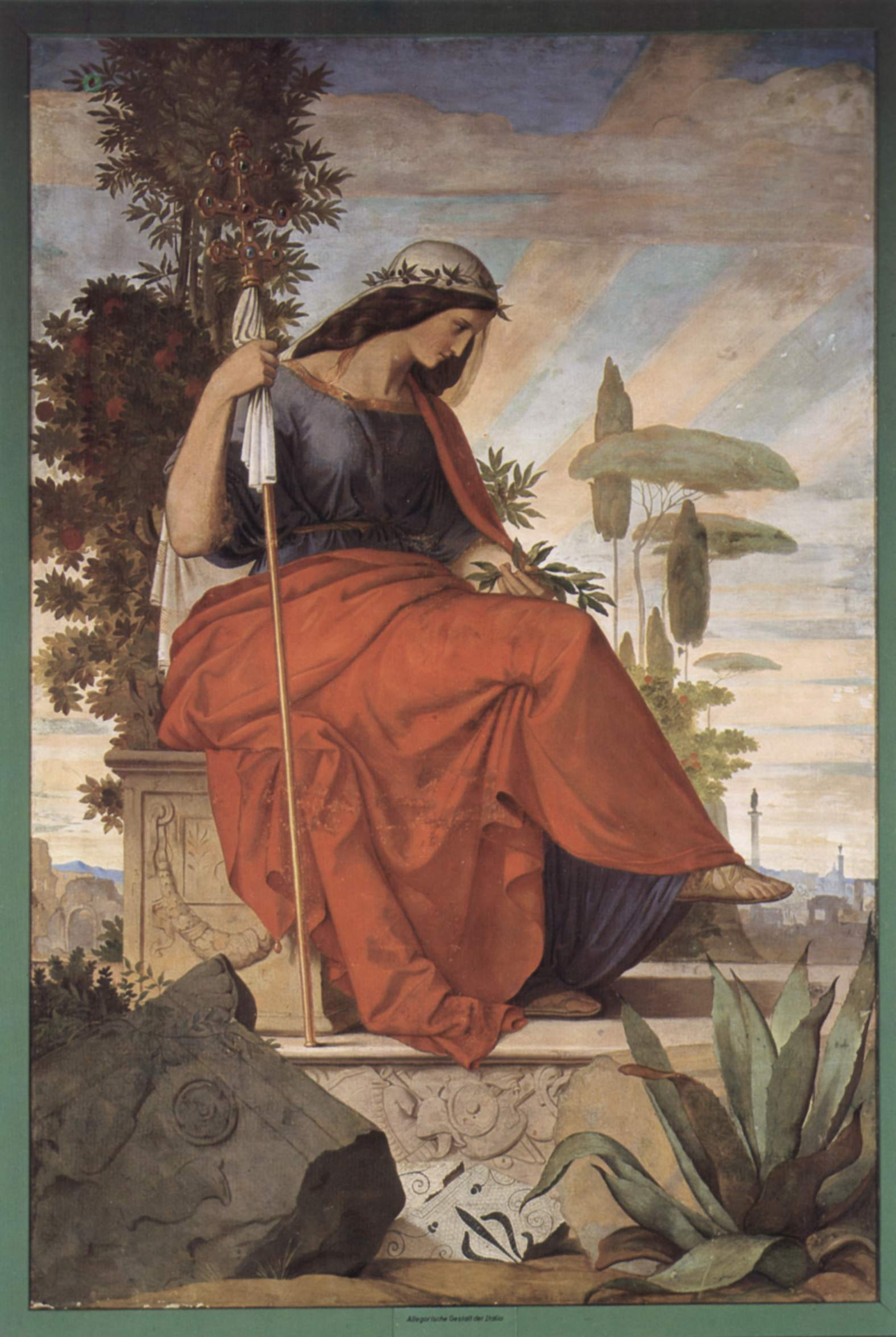
Figura allegorica dell'Italia